# История Золушки 3
«История Золушки 3» (англ.  A Cinderella Story: Once Upon a Song ) — видеофильм 2011 года режиссёра Дэймона Сантостефано, рассказывающий современную интерпретацию сказочного сюжета о Золушке. Картина является продолжением фильма 2008 года «Еще одна история о Золушке». Премьера на DVD состоялась 6 сентября 2011 года.

## Сюжет
После смерти отца Кэти живёт в полуразвалившемся сарае на задворках заднего двора своей мачехи Гейл, нещадно эксплуатирующей падчерицу в качестве личного секретаря и домашней прислуги. Кроме того, существование девушке отравляют высокомерная сводная сестра Беф и малолетнее чудовище в лице сводного брата Виктора. Но Кэти не унывает, в её жизни есть одна всепоглощающая страсть — музыка. Девушка прекрасно поёт, пишет собственные песни и мечтает когда-нибудь исполнить их со сцены.
Однажды в школу искусств, директором которой является Гейл, приезжает известный музыкальный продюсер Гай Морган. Он хочет, чтобы его сын Люк продолжил отцовское дело и подыскал себе для продюсирования молодого исполнителя. Для этого в школе решено провести музыкальное Шоу Талантов, победитель которого и получит заветный контракт.
У сообразительной Гейл тут же созревает план: Кэти запишет песню, а безголосая Беф исполнит её под фонограмму. Самой Кэти такой расклад совсем не нравится, но её мнение никто не спрашивает, а перечить мачехе она уже давно перестала.
Случайно Кэти узнаёт, что Люк сам пишет музыку и хотел бы заниматься творчеством, а не продюсированием. Девушка решает узнать его мнение о своих песнях и, несмотря на строгий запрет Гейл, отправляется на костюмированный школьный бал, где находит младшего Моргана и, отведя подальше от людских глаз, исполняет ему одно из своих произведений. Люк влюбляется в голос незнакомки и просит открыть своё лицо. Но, по законам жанра, в этот момент Кэти вынуждена поспешно покинуть праздник, так и не открыв молодому человеку своей личности.
На следующий день Люк слышит, как Беф репетирует свой номер под фонограмму Кэти. Парень узнаёт поразивший его голос и, не подозревая подвоха, решает, что нашёл сбежавшую от него накануне девушку. Люк тут же выражает Беф своё восхищение и предлагает помощь в подготовке к Шоу. Постепенно они всё больше сближаются, а Кэти приходится наблюдать, как сестра, уже укравшая у неё песню и голос, вот-вот приберёт к рукам и её парня.
Наконец наступает долгожданный конкурсный день. Беф выходит на сцену и начинает «петь». Публика и судьи в восторге. Кэти понимает, что победа будет за сестрой. Но в этот момент в дело вмешивается братец-хулиган Виктор, решивший помочь сводной сестре, которая всегда заботилась о нём лучше родной матери. Мальчик обрывает фонограмму Беф и обман раскрывается прямо посреди выступления. Опозоренные Гейл с дочерью остаются ни с чем, а Кэти получает от Люка предложение совместно записать сольный альбом.

## В ролях
| Актёр            | Роль                 |
| ---------------- | -------------------- |
| Люси Хейл        | Кэти Гиббс           |
| Фредди Строма    | Люк Морган           |
| Мисси Пайл       | Гейл Ван Равенсвей   |
| Меган Парк       | Беф Ван Равенсвей    |
| Мэттью Линтц     | Виктор Ван Равенсвей |
| Маню Нарайан     | Рави / Тони Гупта    |
| Джессалин Ванлим | Анжела               |
| Титус Макин мл.  | Мики О’Мелли         |
| Дикран Тулейн    | Гай Морган           |
| Люси Девенпорт   | мисс Плюмберг        |
| Онира Саттервайт | сумасшедшая девушка  |

## Саундтреки
Саундтрек вышел в день выхода фильма — 6 сентября 2011 года.
- Lucy Hale — Run This Town
- Lucy Hale — Bless Myself
- Lucy Hale — Make You Believe
- Freddie Stroma — Knockin
- Lucy Hale — Extra Ordinary
- Manu Narayan — Oh Mere Dilruba
- Freddie Stroma — Possibilities
- Big Pain Ticket — Twisted Serenade
- Oral Majority — Knockin
- The Co-Writes — Crazy Girl

## Критика
Фильм получил неоднозначные отзывы. На сайте Rotten Tomatoes зрители оценили фильм в 62 % со средним баллом 3,6 из 10.